# Middletown (Virginie)
Pour les articles homonymes, voir Middletown.
Middletown est une municipalité américaine située dans le comté de Frederick en Virginie. Lors du recensement de 2010, sa population est de 1 265 habitants.

## Géographie
Middletown se trouve dans le nord de la vallée de la Shenandoah.
Selon le Bureau du recensement des États-Unis, la municipalité s'étend sur 0,78 mille carré (2,02 km2).

## Histoire
La localité est fondée au milieu du XVIIIe siècle par Peter Senseney sous le nom de Senseney Town. Elle devient une municipalité en 1796 et adopte le nom de Middletown. Son nom est dû soit à sa situation entre Strasburg et Stephensburg, soit à Middletown (Maryland) où Senseney a de la famille.
Durant la guerre de Sécession, Middletown est souvent prise et reprise par l'Union et les Confédérés. Les deux armées s'accordent alors pour garder le Wayside Inn en bon état ; c'est aujourd'hui l'une des plus anciennes auberges en activité du pays.
Middletown se développe le long du Valley Pike devenu la U.S. Route 11. Son centre historique est inscrit au Registre national des lieux historiques.

Maisons du centre historique
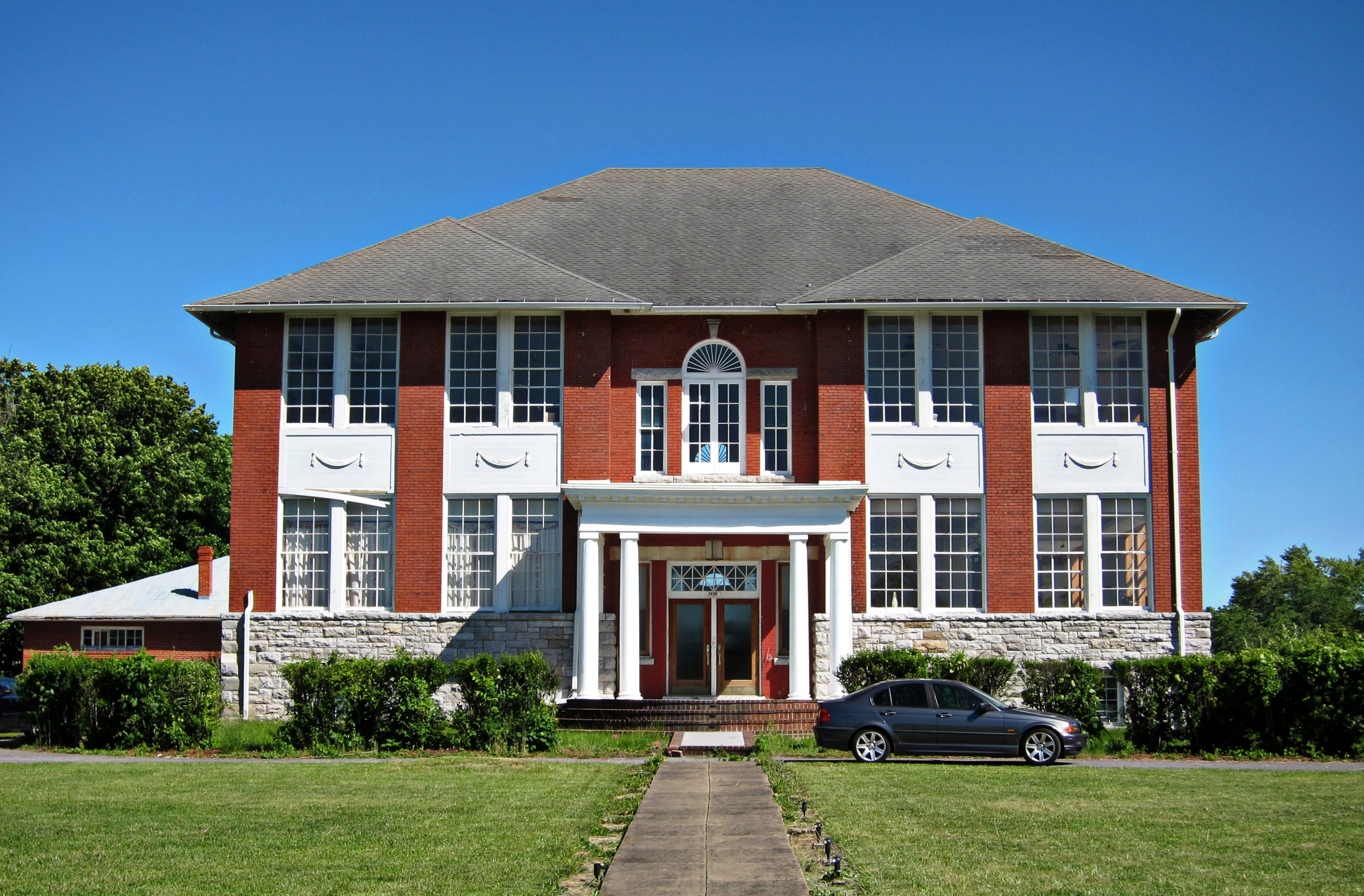
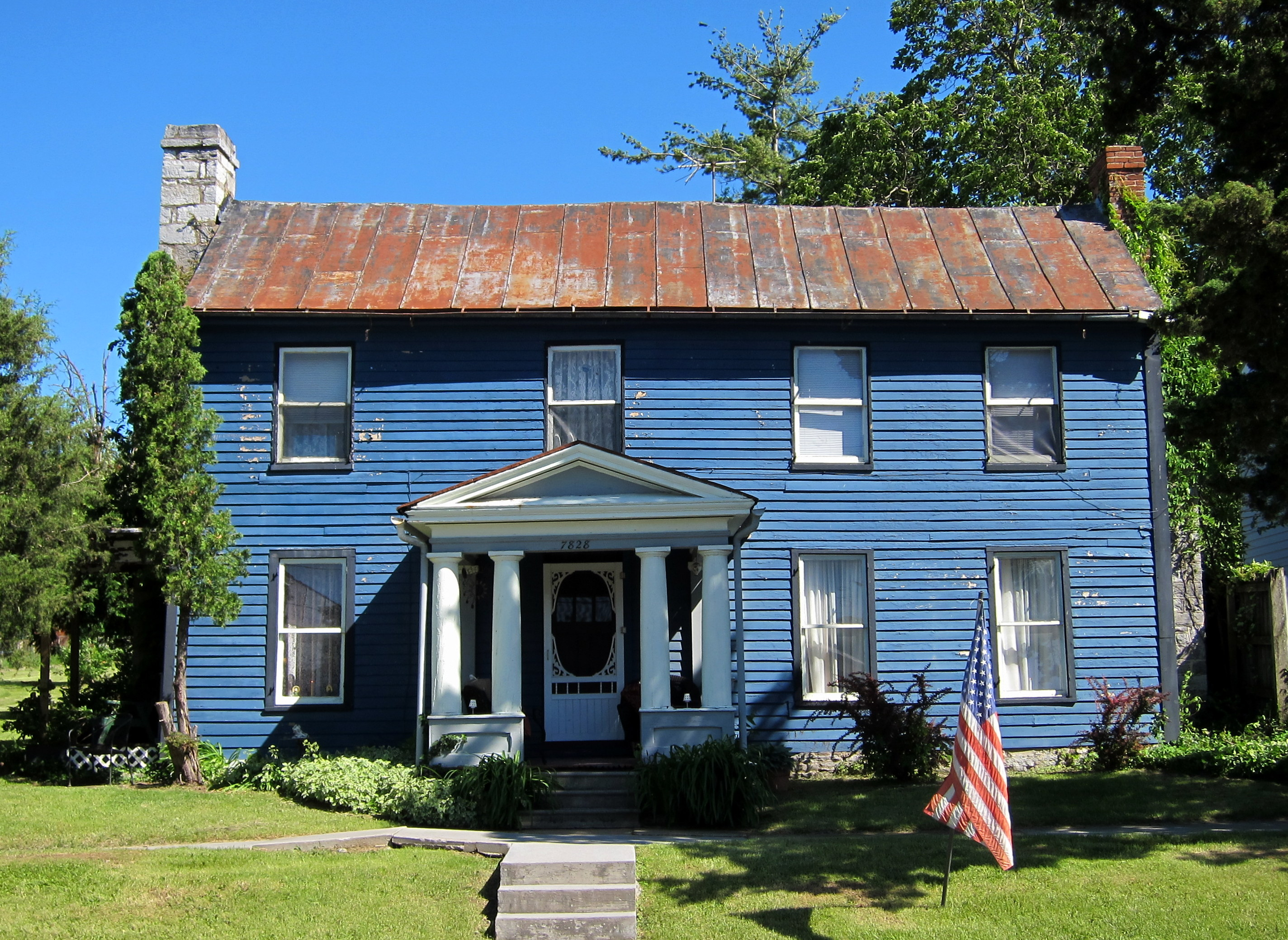
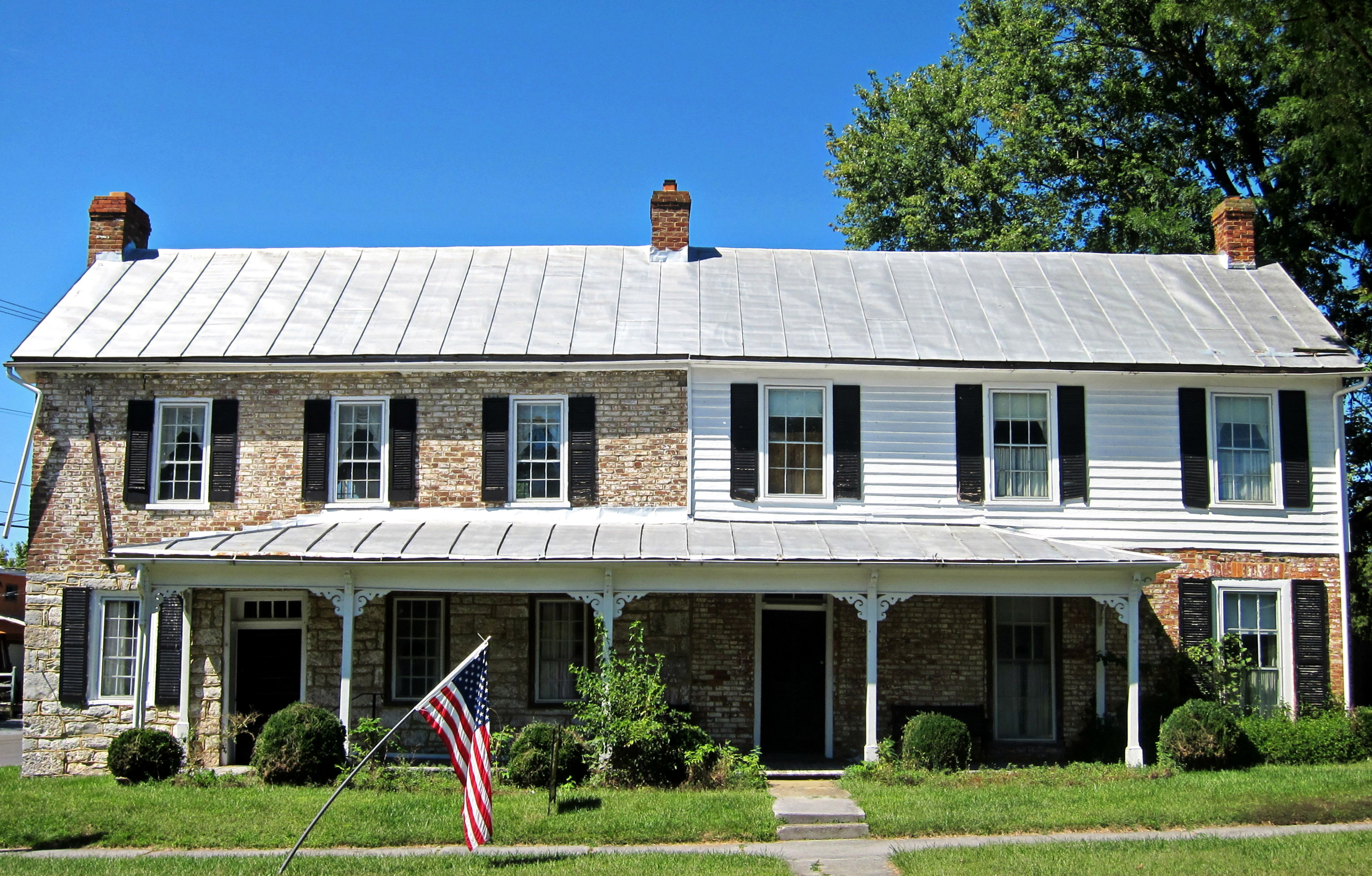
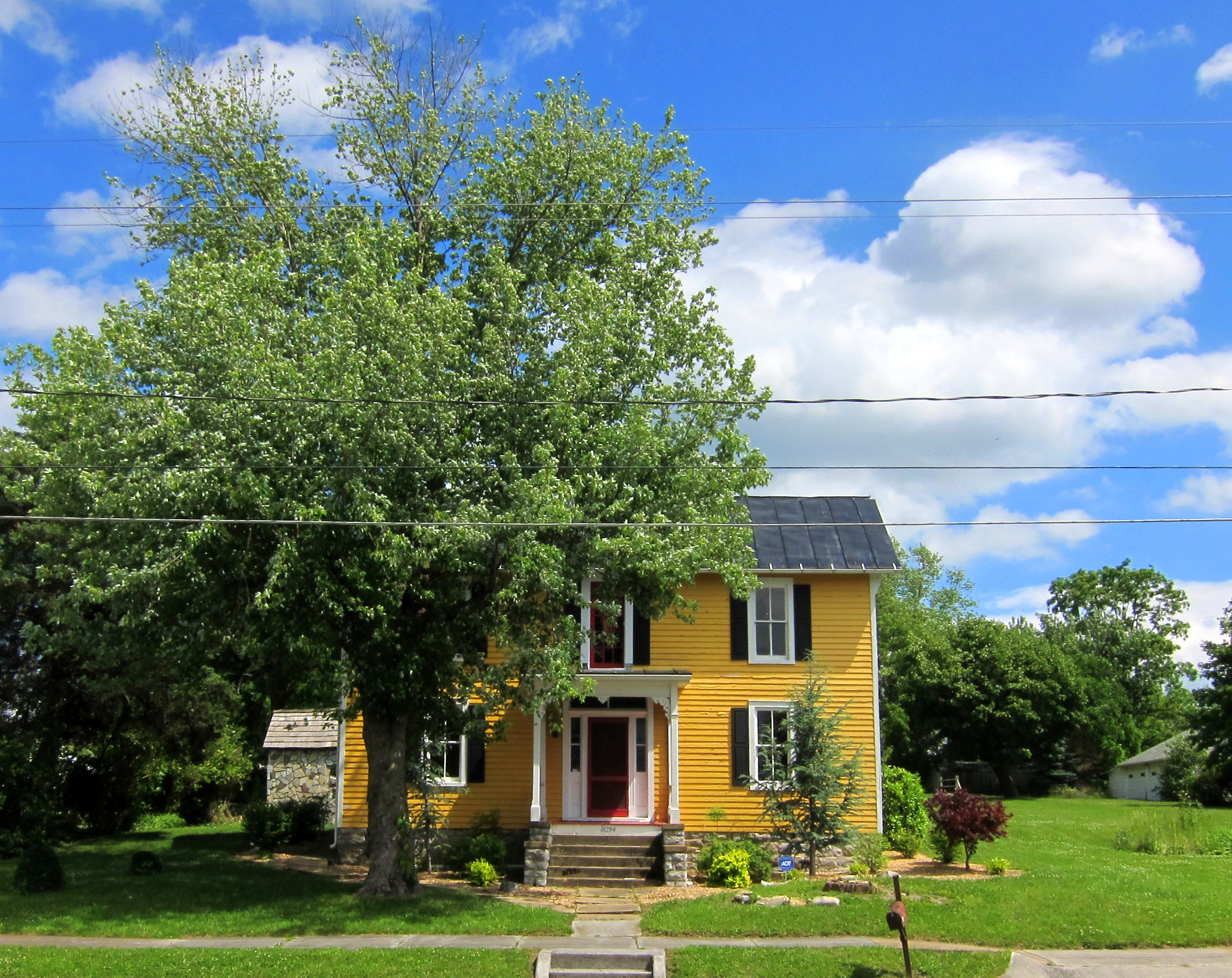